# Çetin Zeybek
Çetin Zeybek (ur. 12 września 1932 w Bandırmie, zm. 10 listopada 1990) – turecki piłkarz grający na pozycji pomocnika. W swojej karierze rozegrał 5 meczów w reprezentacji Turcji.

## Kariera klubowa
W swojej karierze piłkarskiej Zeybek występował w takich klubach jak: Kasımpaşa SK i Feriköy SK.

## Kariera reprezentacyjna
W reprezentacji Turcji Zeybek zadebiutował 14 marca 1954 roku w wygranym 1:0 meczu eliminacji do MŚ 1954 z Hiszpanią. W 1954 roku został powołany do kadry na ten turniej. Rozegrał na nim trzy mecze: z RFN (1:4), z Koreą Południową (7:0) i ponownie z RFN (2:7). W kadrze narodowej rozegrał łącznie 5 meczów, wszystkie w 1954 roku.
| Mecze i gole w reprezentacji | Mecze i gole w reprezentacji | Mecze i gole w reprezentacji | Mecze i gole w reprezentacji | Mecze i gole w reprezentacji | Mecze i gole w reprezentacji | Mecze i gole w reprezentacji |
| #                            | Data                         | Stadion                      | Rywal                        | Wynik                        | Gol                          | Rozgrywki                    |
| 1954                         | 1954                         | 1954                         | 1954                         | 1954                         | 1954                         | 1954                         |
| ---------------------------- | ---------------------------- | ---------------------------- | ---------------------------- | ---------------------------- | ---------------------------- | ---------------------------- |
| 1.                           | 14.03.1954                   | Stambuł, Turcja              | Hiszpania                    | 1:0                          | 0                            | el. MŚ 1954                  |
| 2.                           | 17.03.1954                   | Rzym, Włochy                 | Hiszpania                    | 2:2                          | 0                            | el. MŚ 1954                  |
| 3.                           | 17.06.1954                   | Berno, Szwajcaria            | RFN                          | 1:4                          | 0                            | MŚ 1954                      |
| 4.                           | 20.06.1954                   | Genewa, Szwajcaria           | Korea Południowa             | 7:0                          | 0                            | MŚ 1954                      |
| 5.                           | 23.06.1954                   | Zurych, Szwajcaria           | RFN                          | 2:7                          | 0                            | MŚ 1954                      |